# George Ionuț Dumitrică
George Ionuț Dumitrică (n. 1 august 1981) este un politician român care a ocupat funcția de deputat în legislatura 2008-2012.
În perioada 21 decembrie 2012-1 februarie 2021 George Dumitrică a ocupat funcția de secretar general adjunct al Camerei Deputaților.
În perioada 1 februarie 2021-13 decembrie 2021 George Dumitrică a ocupat funcția de secretar general al Camerei Deputaților.